# Abraxas crocea
Abraxas crocea là một loài bướm đêm trong họ Geometridae.